# Radu Moga Mânzat
Radu Moga Mânzat (n. 8 octombrie 1906, Sibiu, Austro-Ungaria – d. 1950, Brad, Hunedoara, România) a fost un profesor de desen la Liceul „Avram Iancu” din Brad și un sculptor, realizator a numeroase lucrări în bronz, în majoritate busturi de personalități.

## Biografie
Radu Mânzat a rămas orfan în urma sinuciderii tatălui său. Mama sa s-a recăsătorit cu inspectorul de la căile ferate din zona Zarandului, Moga, care i-a fost lui Radu un al doilea tată. În liceu a arătat talent la desen, astfel că după absolvirea liceului s-a înscris la Școala de Arte Frumoase din București, secția sculptură, unde i-a avut profesori pe Ion Jalea și Oscar Han.
După absolvire, în 1929, a fost profesor de desen la Arad, iar din 1931 profesor de desen și caligrafie la Liceul „Avram Iancu” din Brad. Simultan s-a ocupat de sculptură, realizând în special sculpturi în bronz.
Din 10 noiembrie 1943 a făcut parte din corpul artiștilor plastici.
Din cauza bolii, după 1942 n-a mai putut sculpta, iar în curând nici să mai predea la liceu. S-a stins la doar 44 de ani.

## Sculpturi
- Bustul lui Nicolae Hențiu din Săliște, (1934),[1] cod LMI SB-III-m-B-12604
- Bustul lui Crișan din Brad, în două exemplare, unul în incinta societății Mica (dispărut?), celălalt în fața Liceului „Avram Iancu” (1934),[1][2][3][4][5] cod LMI HD-III-m-B-03481
- Bustul lui Avram Iancu de la halta Țebea, actual la Baia de Criș, (1934),[1][3][4][5] cod LMI HD-III-m-B-03484
- Basoreliefuri pe soclurile unor troițe, ca Troița de la Mihăileni, (1934),[4] cod LMI , Troița de la Curechiu (1934),[2] cod LMI HD-IV-m-B-03493
- Monumentul lui Ion Vidu din Lugoj, (dezvelit 24 iunie 1934[2]),[1][4] cod LMI TM-III-m-B-06320
- Monumentul Eroilor de la 1916-1918 din Lugoj, (dezvelit 9 iunie 1935[2]),[1][4] cod LMI TM-III-m-B-06321
- Bustul lui Traian Grozăvescu din Lugoj, (1936[2]),[1][4] cod LMI TM-III-m-B-06319
- Monumentul lui Coriolan Brediceanu din Lugoj, (1937[2]),[1][4] cod LMI TM-III-m-B-06318
- Bustul lui I.G. Duca din Lugoj, (1936[2]),[1][5] topit după al Doilea Război Mondial și înlocuit cu monumentul ostașilor sovietici[1]
- Bustul lui Ion C. Brătianu din Lugoj, (1937), topit[2]
- Bustul lui Alexandru Mocioni din Lugoj, (1937), topit[2]
- Bustul dr. Iuliu Iosif Olariu din Caransebeș, (1936),[1][2] cod LMI CS-III-m-B-11240
- Statuia lui Decebal din Deva, (dezvelită 6 august 1937),[1][2][3][4] cod LMI HD-III-m-B-03478
- Bustul lui Mihai Eminescu din Sibiu, (1938),[1][2][4][5] cod LMI SB-III-m-B-12591
- Bustul lui Gh. Popa de Teiuș din Arad, (dezvelit 1 decembrie 1938[2]),[1] cod LMI AR-III-m-B-00667
- Bustul lui Ioan Rusu-Șirianu din Arad, (dezvelit 1 decembrie 1938[2]),[1] cod LMI AR-III-m-B-00668, dispărut în 2014[6]
- Bustul lui Mircea V. Stănescu din Arad, (dezvelit 1 decembrie 1938[2]),[1] cod LMI AR-III-m-B-00669

A realizat și trei lucrări, Idilă, Maimuța cu mâna [pe creangă] și Nud, două din ele aflate la Muzeul Brukenthal.
În magazia Liceului „Avram Iancu” s-a găsit un mulaj în ipsos pentru alt bust al lui Avram Iancu, atribuit lui Moga. De asemenea, în 1943–1944 a mai realizat un mulaj pentru o statuie a lui Decebal, care a fost trimis la turnat, fără a se ști soarta lui.

Monumente și sculpturi
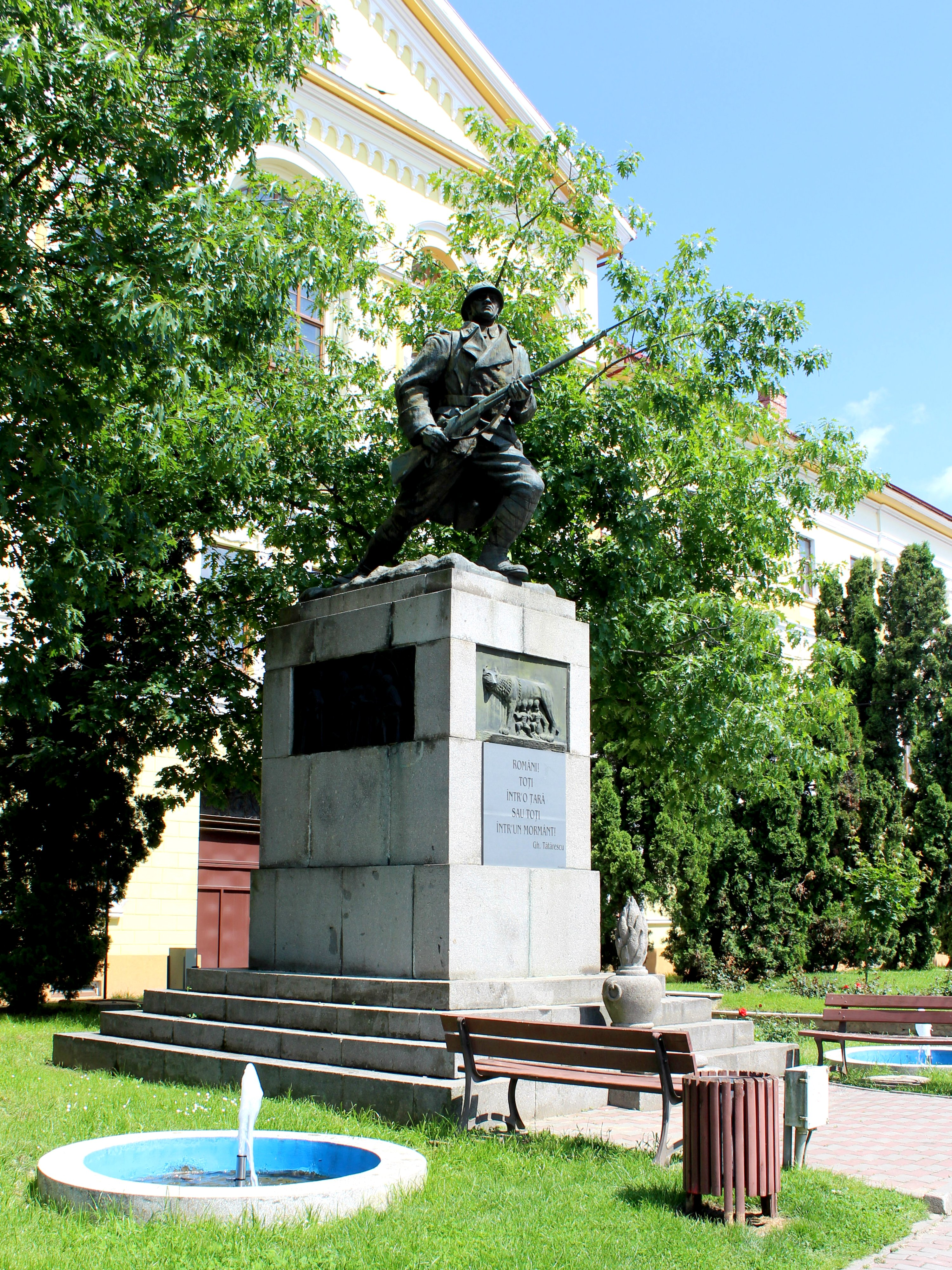
Monumentul Eroilor de la 1916-1918, Lugoj
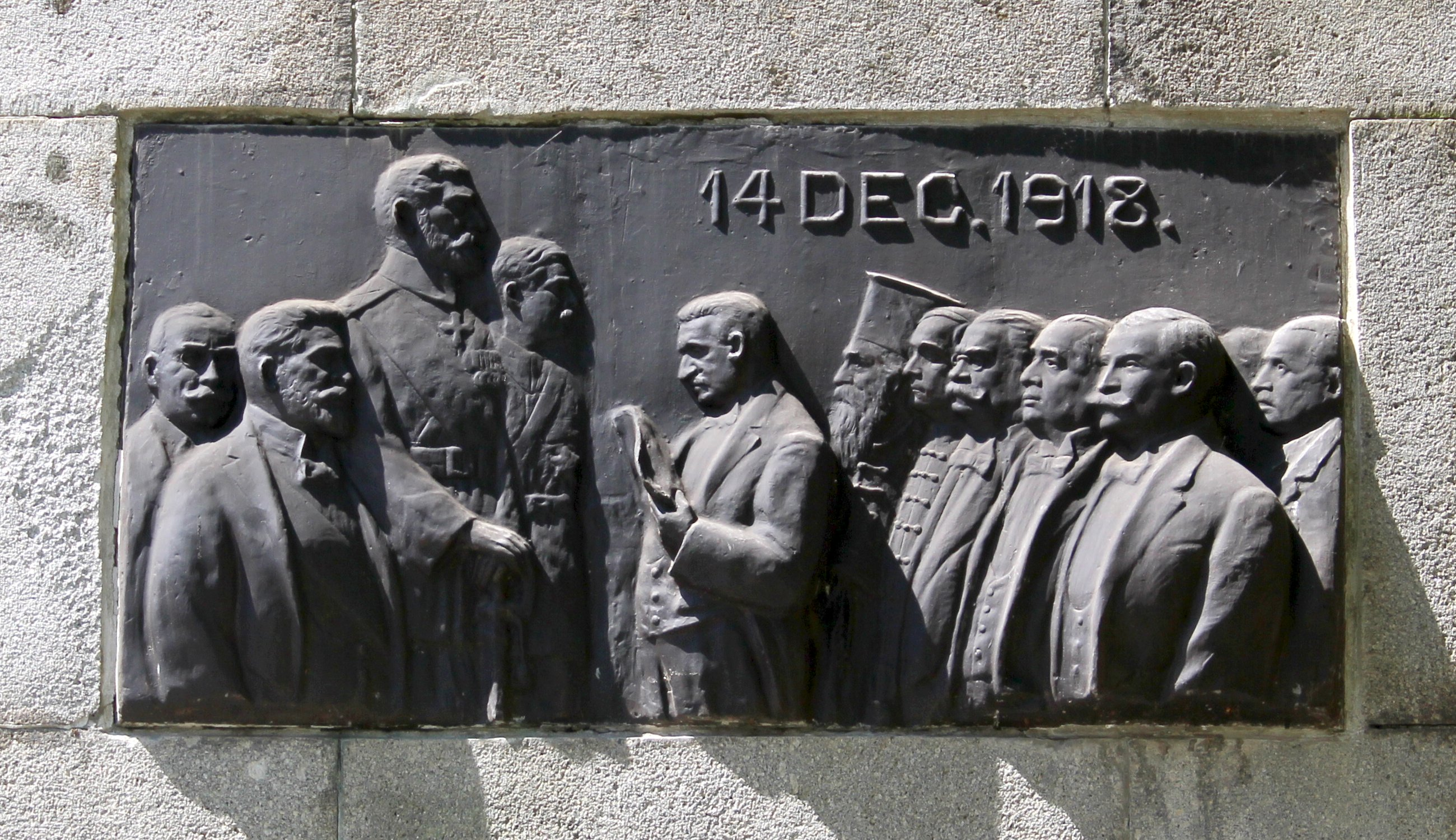
Basorelief pe Monumentul Eroilor de la 1916-1918
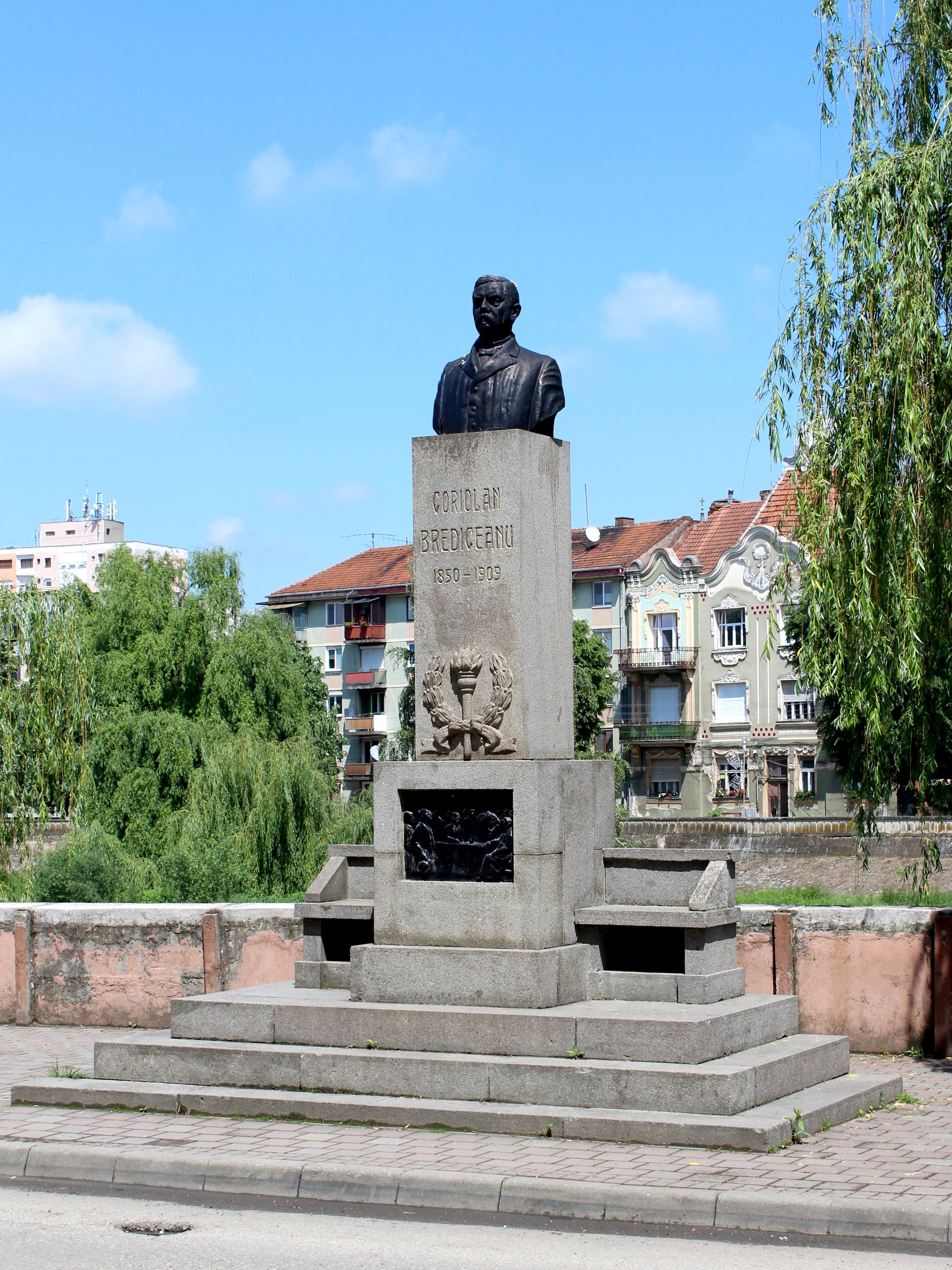
Bustul lui Coriolan Brediceanu, Lugoj
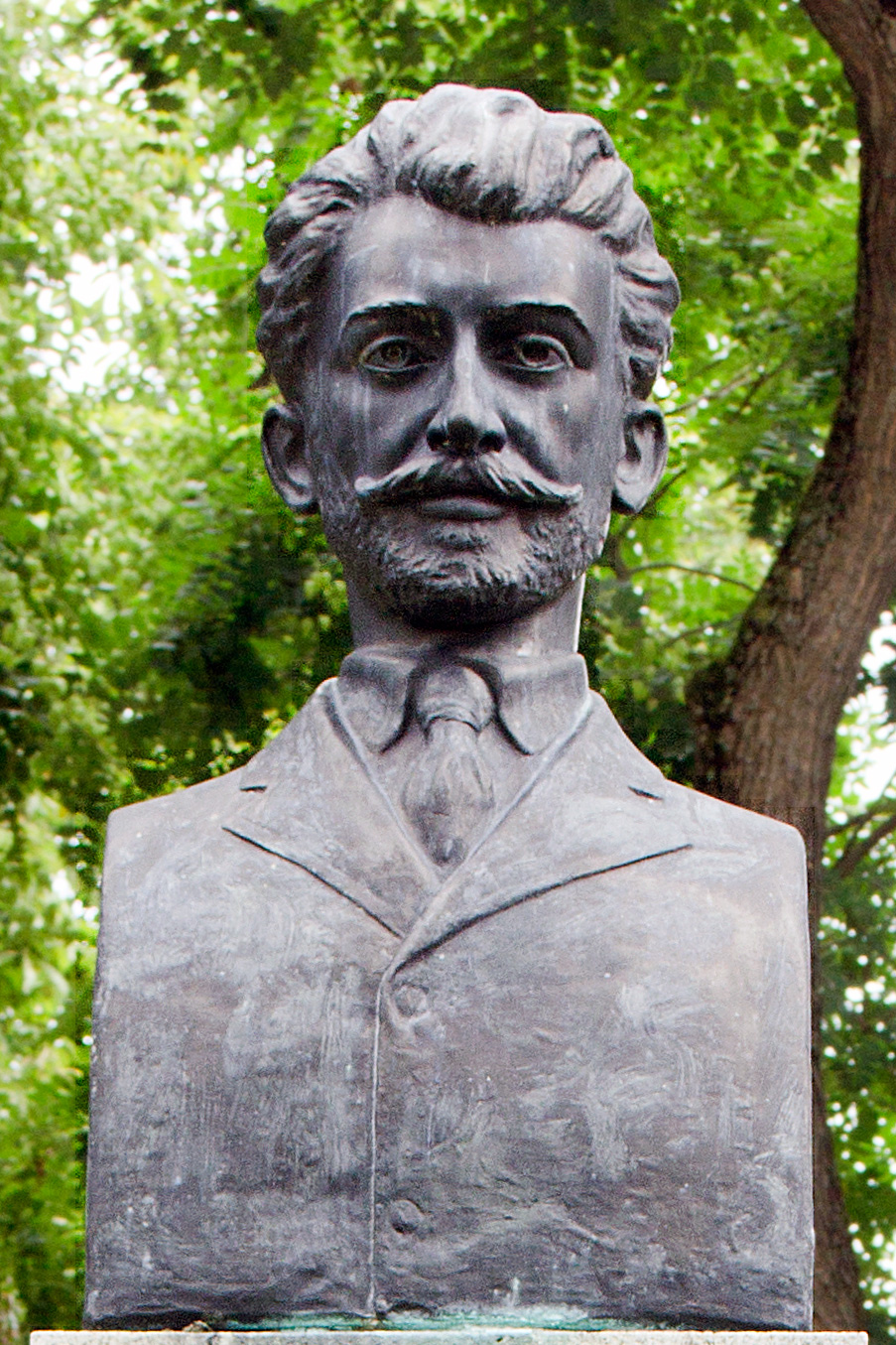
Bustul lui Ioan Rusu Șirianu, Arad
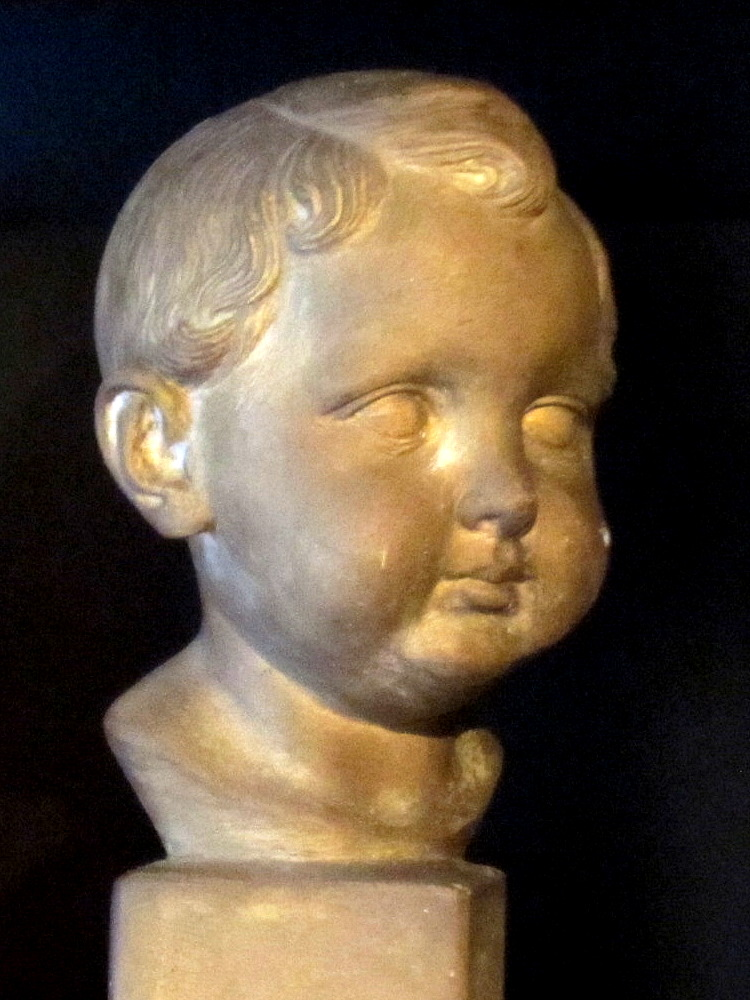
Cap de copil

## Onoruri
- Ordinul Meritul Cultural pentru artă, cl. a II-a (1937);[1][2][5]
- Diploma de Onoare a societății ASTRA;[5]
- Cetățean de onoare post-mortem al orașului Brad (19 mai 2003);[1][7]
- O stradă din Brad îi poartă numele.[1]